# Брансон (Міссурі)
Брансон (англ. Branson) — місто (англ. city) в США, в округах Тейні і Стоун штату Міссурі. Населення — 12 638 осіб (2020).

## Географія
Брансон розташований за координатами 36°38′43″ пн. ш. 93°15′51″ зх. д. / 36.64528° пн. ш. 93.26417° зх. д. (36.645195, -93.264105).  За даними Бюро перепису населення США в 2010 році місто мало площу 53,88 км², з яких 53,43 км² — суходіл та 0,45 км² — водойми.

### Клімат
| Клімат : Брансон                                                         | Клімат : Брансон | Клімат : Брансон | Клімат : Брансон | Клімат : Брансон | Клімат : Брансон | Клімат : Брансон | Клімат : Брансон | Клімат : Брансон | Клімат : Брансон | Клімат : Брансон | Клімат : Брансон | Клімат : Брансон | Клімат : Брансон |
| Показник                                                                 | Січ.             | Лют.             | Бер.             | Квіт.            | Трав.            | Черв.            | Лип.             | Серп.            | Вер.             | Жовт.            | Лист.            | Груд.            | Рік              |
| Абсолютний максимум, °C                                                  | 26,7             | 30,6             | 32,2             | 35,6             | 37,2             | 40,6             | 46,7             | 42,2             | 41,1             | 35,6             | 32,2             | 27,2             | 46,7             |
| Середній максимум, °C                                                    | 6,7              | 10,0             | 15,0             | 20,6             | 25,0             | 29,4             | 32,2             | 31,7             | 27,2             | 22,2             | 14,4             | 8,3              | 20,0             |
| Середній мінімум, °C                                                     | −6,1             | −3,9             | 0,6              | 5,0              | 10,0             | 15,0             | 17,8             | 16,7             | 12,8             | 6,1              | 1,1              | −3,9             | 6,1              |
| Абсолютний мінімум, °C                                                   | −26,1            | −28,3            | −17,8            | −7,2             | −1,7             | 4,4              | 8,9              | 4,4              | −1,1             | −5,6             | −14,4            | −24,4            | −28,3            |
| Норма опадів, мм                                                         | 58               | 62               | 100              | 101              | 109              | 117              | 89               | 78               | 106              | 76               | 118              | 80               | 1094             |
| ------------------------------------------------------------------------ | ---------------- | ---------------- | ---------------- | ---------------- | ---------------- | ---------------- | ---------------- | ---------------- | ---------------- | ---------------- | ---------------- | ---------------- | ---------------- |
| Джерело: http://www.intellicast.com/Local/History.aspx?location=USMO0099 |                  |                  |                  |                  |                  |                  |                  |                  |                  |                  |                  |                  |                  |

## Демографія
Згідно з переписом 2010 року, у місті мешкало 10 520 осіб у 4688 домогосподарствах у складі 2695 родин. Густота населення становила 195 осіб/км².  Було 8599 помешкань (160/км²).
Расовий склад населення:
| - 89,0 % — білих - 2,0 % — чорних або афроамериканців - 1,5 % — азіатів - 0,9 % — корінних американців - 0,1 % — вихідців з тихоокеанських островів - 3,9 % — осіб інших рас |

До двох чи більше рас належало 2,6 %. Частка іспаномовних становила 8,8 % від усіх жителів.
За віковим діапазоном населення розподілялося таким чином: 18,8 % — особи молодші 18 років, 61,6 % — особи у віці 18—64 років, 19,6 % — особи у віці 65 років та старші. Медіана віку мешканця становила 41,2 року. На 100 осіб жіночої статі у місті припадало 91,9 чоловіків;  на 100 жінок у віці від 18 років та старших — 87,7 чоловіків також старших 18 років.
Середній дохід на одне домашнє господарство  становив 50 653 долари США (медіана — 40 303), а середній дохід на одну сім'ю — 60 208 доларів (медіана — 46 679). Медіана доходів становила 32 054 долари для чоловіків та 27 740 доларів для жінок. За межею бідності перебувало 19,9 % осіб, у тому числі 24,0 % дітей у віці до 18 років та 5,5 % осіб у віці 65 років та старших.
Цивільне працевлаштоване населення становило 5033 особи. Основні галузі зайнятості: мистецтво, розваги та відпочинок — 39,5 %, роздрібна торгівля — 13,4 %, науковці, спеціалісти, менеджери — 12,5 %.

## Відомі уродженці
- Роберт Льюїс Дресслер — американський ботанік-орхідолог.